# Lunds socken
Lunds socken i Skåne ingick i Torna härad, uppgick 1944 i sin helhet i  Lunds stad, och området är sedan 1971 en del av Lunds kommun.
Socknens areal var 12,84 kvadratkilometer land.  År 1931 fanns här 971 invånare. Delar av tätorten Lund ligger inom sockenområdet. Som sockenkyrka användes Lunds domkyrka i staden.

## Administrativ historik
Socknen började betraktas som fristående från Lunds stad omkring 1800 och har separat arkivförteckning från 1802.
Vid kommunreformen 1862 övergick socknens ansvar för de kyrkliga frågorna till Lunds landsförsamling och för de borgerliga frågorna bildades Lunds landskommun. 1913 uppgick delar av kommunen i Lunds stad där resten uppgick 1944 i Lunds stad som ombildades 1971 till Lunds kommun. Församlingen uppgick 1944 i Lunds domkyrkoförsamling
1944 överfördes ett område med en areal av 0,23 kvadratkilometer (Gylleholm 1:2; delar av Nilstorp 1:4, 1:6-1:8, 2:4-2:5, 2:8-2:10; delar av Råby Lilla 1:5-1:11), varav allt land, till Hardeberga socken. Resterande delarna av socknen, med en areal av 12,67 kvadratkilometer, varav 12,61 land, inkorporerades i Lunds stad och Lunds stadsförsamling, som samtidigt döptes om till Lunds domkyrkoförsamling.
När distrikt infördes 2016 kom sockenområdet att utgöra en stor del av Östra Torns distrikt, en mindre del av Lunds Sankt Hans distrikt, en stor del av Lunds Helgeands distrikt samt mycket små delar av Hardeberga distrikt och Lunds Allhelgona distrikt
Socknen har tillhört län, fögderier, tingslag och domsagor enligt vad som beskrivs i artikeln Torna härad. De indelta soldaterna tillhörde Södra skånska infanteriregementet, Torna kompani.

## Geografi
Lunds socken låg i två enklaver, en norr och en söder om Lund, den södra med Höje å i söder. Socknen är en odlad slättbygd på Lundaslätten, nu till stor del tättbebyggd.
Området bestod av  Lilla Råby, Hospitalsgården, Helgonagården, Östra Torn och Källby med Källby mölla. Station Arendala.

## Fornlämningar
Från bronsåldern finns en gravhög.

## Namnet
Namnet skrevs i mitten av 1100-talet Lundy och kommer från staden. Namnet torde innehålla lund, 'skogsdunge'..